# Haken (diakritisches Zeichen)
Der Haken (vietnamesisch dấu hỏi), laut DIN 5009:2022-06 beim Buchstabieren als Vietnam-Haken vor dem Grundbuchstaben anzusagen, ist ein diakritisches Zeichen in der vietnamesischen Schrift. Er wird über dem Kernvokal einer Silbe platziert und zeigt an, dass die betreffende Silbe im thanh hỏi (fallend-steigender Ton) steht, einem der sechs Töne.
Der Haken sieht aus wie ein kleines Fragezeichen ohne Punkt und wird als Tonzeichen über eventuell vorhandene Breve oder Zirkumflex gesetzt.

## Darstellung auf Computersystemen
In LaTeX2e kann der Haken mit der T5-Kodierung durch den Befehl \h über jeden beliebigen Buchstaben gesetzt werden.

### Eingabe
Mit der deutschen Standard-Tastaturbelegung E1 und deren Vorgänger T2 wird das Zeichen als Alt Gr+p eingegeben. Diese Kombination wirkt als Tottaste, d. h. ist vor dem Grundbuchstaben einzugeben.